# Quittelsberg

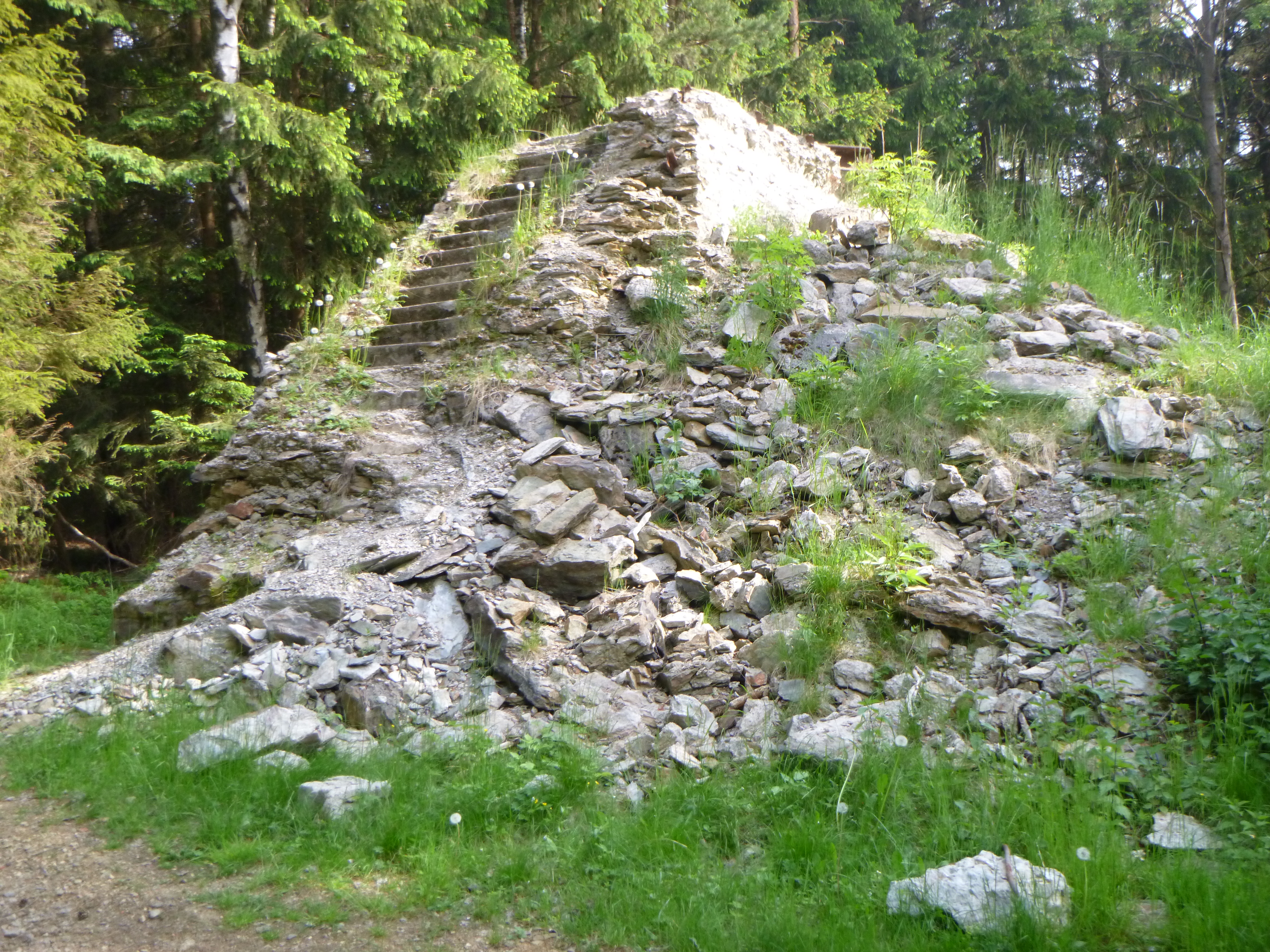
Die Turmruine auf dem Quittelsberg (2022)

Der Quittelsberg ist ein 708,8 m ü. NHN hoher Berg des Thüringer Schiefergebirges im Süden von Sitzendorf im Landkreis Saalfeld-Rudolstadt.
Der Berg entstand durch die kluftgesteuerten Talerosionen, durch die in großflächig homogenem Gestein vereinzelt Kuppen herausgeschnitten wurden (z. B. in ordovizischen Phycodenschiefern und Quarziten des Schwarzagebietes). Der Gipfel des waldreichen Berges ist als Naturschutzgebiet ausgewiesen, in dem einige Paare Auerwild ausgesetzt wurden.

## Aussichtsturm
Auf dem Gipfel stand bis 1949 ein Aussichtsturm. Es war ein Holzturm mit Aussichtsplattform und einem riesigen Hakenkreuz auf einem gemauerten Natursteinsockel. Die Spitze des Turms bildete eine riesige zum Himmel zeigende geschlossene Hand. Der Turmbau wurde 1933 begonnen und im Mai 1934 fertiggestellt. Der Turm erhielt den Namen Adolf-Hitler-Turm.
Im Oktober 1949 wurde der Turm auf Befehl der sowjetischen Militärverwaltung gesprengt. Der gemauerte Turmsockel blieb erhalten. 
Im März 2018 wurde auch der Turmsockel teilweise abgetragen. Begründet hat dies der Thüringenforst mit seiner Verkehrssicherungspflicht.
Heute zeigt sich die Stelle des Turmes als ein Steinhaufen im Wald an dem noch der frühere Treppenaufgang gut zu erkennen ist. Offenbar sollen die verbleibenden Hohlräume in dem Steinhaufen als Quartier für Fledermäuse erhalten bleiben.